# Gerhard von der Mark zu Hamm
Gerhard von der Mark zu Hamm (* um 1387; † 1461) regierte von 1430 bis 1461 als Graf zur Mark die Grafschaft Mark. Er war der Sohn des Grafen Adolf III. von der Mark-Altena und der Margarete von Jülich.

## Leben
Gerhard schlug zunächst eine geistliche Laufbahn ein. Von 1403 bis 1417 war er Propst des Xantener Viktorstifts, von 1414 bis 1416 ist er außerdem als Kanoniker am Kölner Dom nachweisbar. Er verzichtete jedoch schließlich auf die geistlichen Würden, um sich ganz auf eine weltliche Laufbahn konzentrieren zu können.
Ab 1409 beanspruchte Gerhard gegenüber seinem Bruder Adolf II./IV., Graf von Kleve und Mark, Teilhabe am väterlichen Erbe. Zunächst wurde Gerhard die Liemers übergeben. 1413 fand Adolf seinen jüngeren Bruder mit Teilen des märkischen Süderlandes und den Pfandschaften Kaiserswerth, Sinzig, und Remagen vorläufig ab.
1418 erließ der im Vorjahr zum Herzog von Kleve erhobene Adolf eine Primogeniturregelung für seine Länder Kleve und Mark. Damit sah Gerhard sich aller Aussichten auf die Nachfolge in der Mark beraubt. Er erhielt Rückhalt bei Kaiser Sigismund, der ihm die Pfandrechte an der Reichsstadt Duisburg überschrieb. Auch verbündete sich Gerhard mit dem Kölner Erzbischof Dietrich II. von Moers. 
Zu offenen Kämpfen kam es in einem Bruderkrieg ab November 1423. Dabei wurden Bauernhöfe im Amt Bochum angegriffen. Im Verlauf der Fehde brannte Hattingen bis auf zwei Häuser nieder. Im Juli 1425 kommt es zu einem Waffenstillstand. Gerhard erobert 1427 die Hörder Burg, die Adolf aber kurze Zeit später zurückeroberte. Schließlich fand Gerhard auch Unterstützung bei den märkischen Ständen, die ihn seit 1429 als ihren „rechten geborenen Herren“ betrachteten.
1430 schlossen die Brüder einen Frieden, der 1437 erneuert wurde. Gerhard erhielt beim Friedensschluss des „Märkischen Bruderstreits“ unter Druck der Landstände einen Großteil der Grafschaft Mark. Er durfte allerdings nur den Titel „Graf zur Mark“ führen, während Adolf weiterhin Graf von der Mark blieb. Gerhard verfügte über die Ämter Hamm, Unna/Kamen, Iserlohn, Schwerte, Lünen, Hörde, Bochum, Altena, Breckerfeld und Neustadt, während Wetter/Blankenstein/Volmarstein, Bilstein, Fredeburg, sowie die Vogteien über Essen und Werden in Adolfs Besitz waren.
Die Grafschaft Bilstein und die Herrschaft Fredeburg, welche erst 1367 von Graf Gottfried IV. von Arnsberg an die Grafen von der Mark abgetreten worden waren, trat Gerhard 1449 an Kurköln ab.
Seit 1456 teilte sich Gerhard die Herrschaft in der Mark mit seinem Neffen Herzog Johann von Kleve.
Mit dem Tod Gerhards 1461 fiel die Grafschaft Mark vertragsgemäß endgültig an seinen Neffen Herzog Johann und wurde mit dem Herzogtum Kleve in Personalunion vereinigt. Gerhard hatte nie geheiratet, zeugte allerdings mehrere uneheliche Kinder, so dass unter anderen der Apotheker Wilhelm von der Marck zu seinen Nachfahren zählt. Er wurde in der Kapelle des von ihm gestifteten Klosters St. Agnes in Hamm bestattet. Die kunstvolle Grabplattierung ging während des Zweiten Weltkrieges verloren.